# Requiem pentru un vis
Requiem pentru un vis este un film american de dramă psihologică din 2000, regizat de Darren Aronofsky, cu Ellen Burstyn, Jared Leto, Jennifer Connelly și Marlon Wayans în rolurile principale. Filmul este bazat pe romanul cu același nume, scris de Hubert Selby, Jr., după care Aronofsky a scris scenariul. Burstyn a fost nominalizată la Premiul Oscar pentru cea mai bună actriță pentru jocul său în film. Filmul a fost ecranizat în afara concursului la Festivalul de Film de la Cannes din 2000.
Filmul prezintă diferite forme de dependență, care conduc personajele filmului într-o lume a iluziei și disperării nesăbuite, care ulterior este depășită de realitate.

## Distribuție
- Ellen Burstyn în rolul lui Sara Goldfarb
- Jared Leto în rolul lui Harry Goldfarb
- Jennifer Connelly în rolul lui Marion Silver
- Marlon Wayans în rolul lui Tyrone C. Love
- Christopher McDonald în rolul lui Tappy Tibbons
- Mark Margolis în rolul lui Mr. Rabinowitz
- Louise Lasser în rolul lui Ada
- Marcia Jean Kurtz în rolul lui Rae
- Sean Gullette în rolul lui Arnold the shrink
- Keith David în rolul lui Big Tim, Marion's pimp
- Dylan Baker în rolul lui Southern Doctor
- Ajay Naidu în rolul lui Mailman
- Ben Shenkman în rolul lui Dr. Spencer
- Hubert Selby, Jr. în rolul gardianului
- Darren Aronofsky (necreditat) în rolul vizitatorului